# OpenVMS
OpenVMS (Open Virtual Memory System o originariamente solo VMS) è un sistema operativo sviluppato per server e computer basati su architetture VAX o Alpha sviluppate da Digital Equipment Corporation di Maynard, nel Massachusetts. Dopo lo sviluppo iniziale, è stato portato anche su macchine basate sull'architettura Intel Itanium e x86-64.

## Caratteristiche
OpenVMS è un sistema operativo multiutente multiprocessore dotato di memoria virtuale sviluppato specificatamente per processi in ambito aziendale e per impieghi real time. Dotato di un'estrema affidabilità è in grado di distribuire, attraverso la configurazione cluster, i processi in diverse zone geografiche in modo da poter sopravvivere anche in caso di guasti, rotture o disastri naturali in una delle sedi di elaborazione.
OpenVMS fu commercializzato con una serie di caratteristiche che ora sono considerate fondamentali nei sistemi ad alte prestazioni. Le principali sono:
- Gestione delle reti locali integrata (in origine DECnet poi anche TCP/IP)
- Multiprocessing simmetrico, asimmetrico e NUMA
- Sistema operativo in grado di distribuire le elaborazioni su più computer tramite LAN e geograficamente in luoghi diversi tramite WAN
- Un file system distribuito ad alta affidabilità (Files-11) che consente la copia multipla dello stesso file.
- Un file-system e database integrato (RMS-32 e RDB). Rdb in seguito è stato acquistato da Oracle.
- Supporto basilare per praticamente qualsiasi linguaggio di programmazione.
- Procedure di chiamata standard per permettere l'interoperabilità tra i vari linguaggi.
- Un sofisticato linguaggio di shell chiamato DCL (DIGITAL Command Language)
- Suddivisione logica dell'Hardware multiprocessore
- Altissimo livello di sicurezza. È certificato dal DoD per diversi livelli.
- Lo stesso sistema operativo può gestire dal singolo computer a diversi centri di elaborazione dati.

## Versioni
Esisteva la versione FreeVMS pubblicata sotto licenza GPL ed una versione con la GUI sperimentale KDE.  
Il progetto è oramai defunto, tuttavia esistono ancora almeno alcune versioni parzialmente funzionanti (forks) su GitHub.